# Leopold von Rothkirch und Panthen

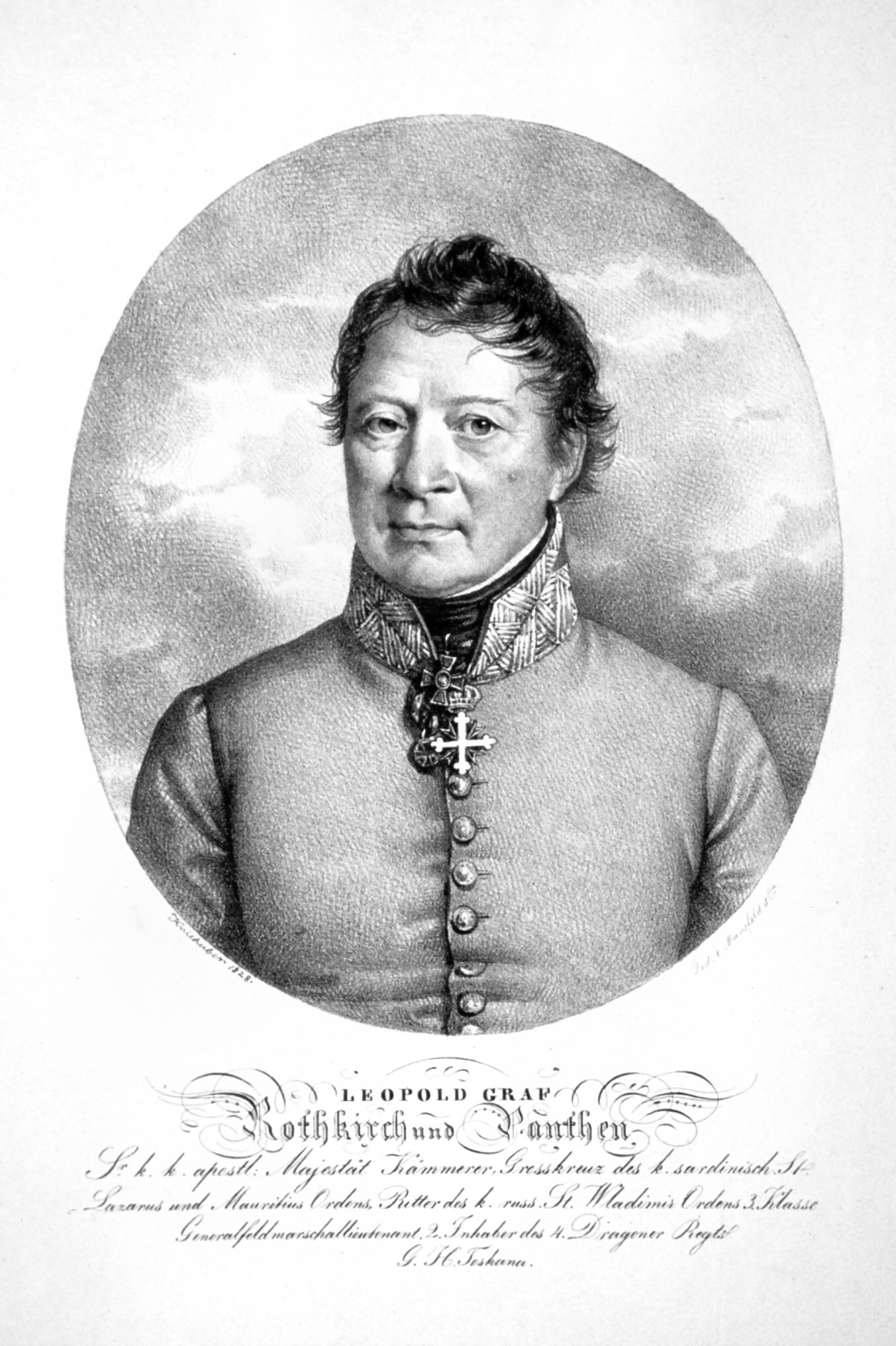
Leopold von Rothkirch und Panthen (1769–1839)

Graf Leopold von Rothkirch und Panthen (* 1. Februar 1769 in Pavia; † 29. März 1839) war k. k. Feldmarschall-Lieutenant, kaiserlicher Geheimer Rat und Kämmerer sowie Mitbesitzer von Hönigsdorf.

## Familie
Seine Eltern waren der kaiserliche Major Johann Leopold Balthazar von Rothkirch (1724–1784) und dessen Ehefrau Freiin Maria Elisabeth Rosalie Wallbrunn zu Parthenheim.
Sein Bruder war Feldmarschall-Lieutenant Graf Leonhard von Rothkirch und Panthen.

## Leben
Er erhielt seine Bildung auf der Wiener-Neustädter Militär-Akademie und kam im November 1786 als Lieutenant in das Chevauxlegers-Regiment Nr. 2 (Richecourt). Als solcher nahm er am Feldzug gegen die Türken teil. Im Jahr 1789 stand er bei der k. k. Hauptarmee.
Während des Ersten Koalitionskrieges wurde er Oberlieutenant und kämpfte am Rhein und bei Trier. 1792 kam er als Adjutant zum General Graf Karl Joseph von Kollonitsch.
Im Feldzug des Jahres 1793 kämpfte er mit seinem Regiment in der Schlacht bei Famars, in den Gefechten am Main und an der Lys und wohnte den Belagerungen von Valenciennes und Dünkirchen bei.
Im Jahr 1794 stand er bei der Belagerung von Landrecy und in der Schlacht bei Tournai, dabei wurde er zum Hauptmann im General-Quartiermeisterstab befördert. Als solcher stand er in der Schlacht bei Fleurus. Er kam im folgenden Jahr 1795 zum Feldzeugmeister Graf Wartensleben und kämpfte in verschiedenen Gefechten. Anschließend kam er zu Feldmarschall-Lieutenant Fürst Hohenlohe und kämpfte auf dem Hundsrück, bei Bingen und Aremberg. Im Feldzug von 1796 kam er zur Armee des Erzherzogs Karl und stand in den Schlachten und Gefechten bei Neresheim, Ingolstadt, Amberg, Sulzbach und Würzburg sowie der Belagerung von Kehl. 1797 kam er zu Feldmarschall-Lieutenant Latour an den Rhein, anschließend wurde er zu Feldzeugmeister Baron Kerpen in Tirol verschickt.
Im Zweiten Koalitionskrieg kam er 1799 wieder in der Armee des Erzherzogs Karl. Er kämpfte bei Ostrach und Stockach. Er wurde Chef des General-Quartiermeisterstabes im Korps des Prinzen Karl von Lothringen und nahm am Entsatz von Philippsburg teil. Anschließend kämpfte er bei Neckarau und Mannheim. Im Jahr 1800 kam er zu Feldzeugmeister Baron Kray und kämpfte bei Ulm. Er stieg zum Major auf und kämpfte bei Ochsenhausen und Landshut. Danach stand er in der Armee des Erzherzogs Johann in der Schlacht bei Hohenlinden.
Am Beginn des Dritten Koalitionskrieges wurde er Oberstleutnant im General-Quartiermeisterstab. Er stand zunächst bei der Armee in Deutschland, erst in Ulm, später in Vorarlberg. Im Jahr 1806 wurde er dann als Oberst in das Chevauxlegers-Regiment O’Reilly versetzt.
Im Fünften Koalitionskrieg kämpfte er 1809 in der Schlacht bei Aspern und wurde als Auszeichnung zum Generalmajor befördert. Er kämpfte ebenfalls tapfer bei Wagram und Znaim. Nach dem Waffenstillstand wurde er zum kaiserlichen Kommissar ernannt und kam in das französischen Hauptquartier, um den Vollzug zu überwachen.
Während Napoleons Russland-Feldzuges im Jahr 1812 befand er sich als militärischer Bevollmächtigter für das österreichische Hilfskorps im Hauptquartier Napoleons I.
Während der Befreiungskriege kämpfte er 1813 bei Dresden. Er erhielt unter Nostiz eine Reiterbrigade, mit der er erfolgreich in der Schlacht bei Leipzig kämpfte. Im Feldzug von 1814 kommandierte er die Blockade der französischen Festung Auxonne. Im Jahr 1815 erhielt er Verwendung als Generalkommandant in Ulm und dann in Lörrach. Anschließend kam er nach Colmar, wobei er zugleich zum Militär-Gouverneur der Departements des Ober- und Niederrheins ernannt wurde.
Nach dem Krieg wurde er am 30. April 1815 zum Feldmarschall-Lieutenant befördert und war Divisionär in Troppau, Kremsier, Lemberg, Mailand, Cremona, Vercelli, Voghera, Padua, Agram, Prag, Brünn und zuletzt wieder in Troppau.
Er erhielt den Ehrenrang eines Oberlieutenants bei der Ersten Arcièren-Leibgarde. Von 1831 bis 1833 war er auch kommandierender General in Siebenbürgen.
Seit 1826 war er zweiter Inhaber des Dragoner-Regiments Nr. 4 (Großherzog von Toscana). Im gleichen Jahr wurde der General mit seinem Bruder in den Sardischen Grafenstand erhoben. Außerdem war er Träger des Großkreuz des St. Mauritius- und Lazarus-Ordens und den russischen Wladimir-Ordens.

## Familie
Rothkirch heiratete am 17. Juni 1802 Gräfin Maria Anna von Pötting-Persing (* 1. Juni 1778; † 14. Dezember 1820). Das Paar hatte einen Sohn:
- Karl Leopold (* 2. Dezember 1807; † 31. März 1870) ⚭ Gräfin Barbara von Sweerts-Spork (* 9. Februar 1810; † 7. Oktober 1873)